# توما تومانی
توما تومانی (به اسپانیایی: Tuma Tumani) یک کوه در پرو است که در Peru, Puno Region, El Collao Province واقع شده‌است. توما تومانی ۵٬۰۰۶٫۹ متر بالاتر از سطح دریا واقع شده‌است.